# Sonai Rupai Wildlife Sanctuary
Le Sonai Rupai wildlife sanctuary est une aire protégée situé dans le district de Sonitpur, au nord du Brahmapoutre dans l'état d'Assam en Inde. Ce Wildlife sanctuary couvre une superficie de 220 à 175 km2[réf. nécessaire].